# C trolibusz (Słupsk)
A słupski C jelzésű trolibusz a Rzymowskiego és a Hubalczyków között közlekedett. A viszonylatot a Miejski Zakład Komunikacji w Słupsku üzemeltette. A járműveket a Kopernika kocsiszín állította ki. 1987. június 27-én indultak meg a trolibuszok a vonalon. A trolibuszjáratot 1999 májusában megszüntették, szerepét a 15-ös busz vette át.

## Útvonala
| Hubalczyków felé | Rzymowskiego felé |
| --- | --- |
| Rzymowskiego – Piłsudskiego – Sobieskiego – 3 Maja – Wolności – Kopernika – Sienkiewicza – 9 Marca – Wałowa – Zamkowa – Garncarska – Wiejska – Bohaterów Westerplatte – Hubalczyków | Hubalczyków – Bohaterów Westerplatte – Wiejska – Garncarska – Zamkowa – Jagiełły – 9 Marca – Sienkiewicza – Kopernika – Wolności – 3 Maja – Sobieskiego – Piłsudskiego – Rzymowskiego |